# Хан, Тони
Энтони Хан (англ. Antony Khan, род. 10 октября 1982, Шампейн, Иллинойс) — американский бизнесмен и спортивный руководитель, известный своим участием в американском футболе, рестлинге и футболе. Он является совладельцем клубов «Джэксонвилл Джагуарс» Национальной футбольной лиги (НФЛ) и лондонского футбольного клуба «Фулхэм». Хан также является основателем, совладельцем, президентом и генеральным директором рестлинг-промоушенов All Elite Wrestling (AEW) и владельцем Ring of Honor (ROH).
Тони — сын бизнесмена Шахида Хана, который приобрел «Джагуарс» в 2011 году и «Фулхэм» в 2013 году. 2 марта 2022 года Тони Хан объявил о покупке ROH.

## Ранняя жизнь
Тони Хан родился 10 октября 1982 года в Шампейн, Иллинойс, в семье пакистанского миллиардера Шахида Хана и американки Энн Карлсон. У него есть сестра Шанна Хан. Тони окончил среднюю школу Университетской лаборатории в 2001 году и Университет Иллинойса в Урбана-Шампейн в 2007 году со степенью бакалавра наук в области финансов.

## Работа спортивным функционером
Тони Хан занимает руководящие должности в спортивных командах, которыми владеет его отец. В 2012 году вскоре после того, как его отец приобрел команду НФЛ «Джексонвиль Джагуарз», Тони занял в ней должность старшего Вице-президента по футбольным технологиям и аналитики. 22 февраля 2017 года Тони стал совладельцем, вице-председателем и директором по футбольным операциям английской футбольной команды «Фулхэм». В ведении Хана — кадровая работа, скаутинг, оценка, подбор футболистов для команды. Также он занимается спортивной аналитикой и исследованиями. Работу Тони Хана часто критикуют за неэффективность, отсутствие спортивных успехов команд и чрезмерно эмоциональное поведение в социальных сетях.

## Оценки
Работа Хана в All Elite Wrestling принесла ему награду «Промоутер года» по версии Wrestling Observer Newsletter в 2019 и 2020 годах и «Лучший букер» в 2020 году. Данные премии вручаются по итогам голосования подписчиков издания (чуть более 1000 человек). Майк Джонсон из PWInsider сказал в 2021 году: «Нет никаких сомнений в пользу того, что Хан и AEW изменили культуру рестлинга за последние несколько лет».
Рестлер AEW Крис Джерико похвалил Хана, заявив: «Тони очень целеустремленный, он очень страстный и знает, чего хочет… Он не отталкивает ни в какой форме. Я думаю, что это заблуждение людей: „Тони Хан — это денежный мешок и он ничего не знает“. Он знает».
Комментатор AEW Джим Росс похвалил Хана как «очень талантливого парня, который очень хорошо мотивирует персонал».
В 2020 году аналитик Sky Sports Джейми Каррагер назвал Хана «клоуном» за его критические комментарии в адрес игроков «Фулхэма» в Твиттере и описал трансферную кампанию Хана как «просто бардак». Комментарии Хана возмутили тренера Скотта Паркера, который назвал ситуацию «миром, в котором мы живем». В конце сезона «Фулхэм» покинул АПЛ.
Также в 2020 году бывший футболист НФЛ «Джэксонвилл Джагуарс» Янник Нгакуэ назвал Хана «испорченным».

### Обвинения в расизме
В начале 2022 года уволенная несколькими месяцами ранее рестлерша Эйриал Халл (выступавшая под сценическим псевдонимом Биг Своул) раскритиковала Хана за дезорганизацию закулисной работы, за чрезмерное увлечение подписанием контрактов с рестлерами, которых перед этим увольняли из WWE, и последующее неуважительное отношение к тем, кто работал в AEW изначально. Также она обвинила Хана в расизме, обратив внимание на отсутствие продвижения для «цветных» рестлеров. Хан в ответ в твиттере назвал Халл бесталанной и упомянул, что в руководстве AEW находятся два топ-менеджера с «коричневым» цветом кожи (индо-пакистанского происхождения).
Ситуацию комментировал афроамериканский рестлер AEW Лио Раш, который в соцcетях потребовал от Тони Хана извинений за расистское отношение к Халл. Через несколько дней было объявлено о его увольнении по истечении срока контракта, который был подписан лишь в сентябре предыдущего года.
К критике через некоторое время подключилась японская рестлерша Хикару Cида, которая, имея полноценный контракт с AEW, в интервью японским СМИ упомянула, что компания не помогает азиатским рестлершам ни в плане продвижения их карьер, ни в плане обустройства после переезда в США, приведя в пример известную японскую рестлершу-ветерана Эми Сакуру, которая с большим трудом нашла для себя жильё.

### Обвинения в антисемитизме
На «Dynamite» 10 октября один из участников шоу (Джус Робинсон) пообещал разобраться с Чемпионом AEW МЖФ-ом, который является единственным очевидным евреем на шоу. Его оскорбление сопровождалось демонстрацией монет-четвертаков, на которых была написана фамилия оппонента - Фридман. Сам Фридман ранее рассказывал, как в детстве над ним издевались сверстники, бросая ему монеты и предлагая поднять их, называя также его еврейским мальчишкой. Сцена была воспринята как откровенно антисемитская и была раскритикована многими обозревателями. Инцидент случился лишь через несколько дней, как обострился конфликт Палестины и Израиля. Без одобрения Тони Хана, являющегося главным сценаристом и продюсером шоу, данная сцена в эфир бы не попала.

## Награды
- Wrestling Observer Newsletter
  - Промоутер года (2019—2022)[28]
  - Лучший букер (2020—2022)[28]